# Sunita Williams
Sunita Lyn »Suni« Williams (roj. Pandya), ameriška pilotka, astronavtka in častnica indijsko-slovenskega rodu, * 19. september 1965, Euclid, Ohio, Združene države Amerike.
Je ena najaktivnejših astronavtk, ki je skoraj pet let držala ženska rekorda za največje število vesoljskih sprehodov (sedem) in najdaljši čas bivanja v odprtem vesolju (50 ur, 40 minut).

## Življenje in kariera
Rodila se je kot najmlajša od treh otrok indijsko-ameriškega nevroznanstvenika Deepaka Pandye in Uršuline Bonnie Pandya (roj. Zalokar). Oče izvira iz indijske zvezne države Gudžarat, pra-prababica po materini strani pa je iz Leš pri Tržiču v današnji  Sloveniji. Leta 1987 je diplomirala iz fizikalnih znanosti na Pomorski akademiji Združenih držav Amerike in leta 1995 magistrirala iz inženirskega menedžmenta na Floridskem tehnološkem inštitutu.
Maja 1987 je postala pripadnica ameriške Vojne mornarice, kmalu po tistem je opravila trening za helikoptersko pilotko in bila dodeljena helikopterski eskadri za bojno podporo z bazo v Norfolku. Med drugim je sodelovala v helikopterskih operacijah med zalivsko vojno in kot poveljnica v operaciji dostavljanja pomoči za prizadeta območja, ki jih je opustošil orkan Andrew. Nato je delovala kot preizkusna pilotka in varnostna častnica mornariškega direktorata za helikopterje, kasneje pa tudi kot inštruktorica letenja v šoli za preizkusne pilote in nadzornica poletov na amfibijskodesantni ladji USS Saipan. Ima več kot 3.000 ur letenja na več kot 30 različnih zrakoplovih.
Med služenjem na ladji USS Saipan je bila junija 1998 izbrana kot kandidatka za program vesoljskih poletov agencije NASA. Po opravljenem treningu je delovala v Ruski vesoljski agenciji na programu sodelovanja pri Mednarodni vesoljski postaji. Prvič je v vesolje poletela 9. decembra 2006 na krovu raketoplana Discovery (misija STS-116) kot članica 14. odprave na Mednarodno vesoljsko postajo, kjer je ostala tudi v sklopu 15. odprave in s štirimi izhodi v odprto vesolje prvič postavila ženski rekord v trajanju bivanja v odprtem vesolju (kasneje presežen). Leta 2012 je znova poletela na Mednarodno vesoljsko postajo z misijo Sojuz TMA-05M, kot članica odprav 32 in 33, pri slednji kot poveljnica postaje. Bila je šele druga ženska na položaju poveljnice ISS. Med svojo drugo odpravo je opravila tri sprehode po odprtem vesolju, med katerimi je izvajala popravila na zunanjosti postaje, in znova prevzela ženski rekord v trajanju bivanja v odprtem vesolju.

## Priznanja
Za svoje zasluge je prejela več priznanj ameriške vojske. Med obiskom Indije aprila 2013 je prejela častni doktorat Tehnološke univerze Gudžarata. Kmalu po tistem je obiskala tudi Slovenijo, ob tej priložnosti ji je predsednik Slovenije Borut Pahor podelil medaljo za zasluge, »zaradi prispevka k uveljavljanju naravoslovnih in tehničnih znanosti in predvsem njihovi promociji med mlajšimi rodovi Slovencev«.